# Charles Rolls
Charles Stewart Rolls (27. srpna 1877, Londýn – 12. července 1910, Bournemouth) byl společně s F. H. Roycem zakladatelem britské automobilky Rolls-Royce.

## Život
Rolls byl synem 1. barona Llangattock. Studoval na Eton College a Trinity College v Cambridge. Od mládí se zajímal o motory. V roce 1884 v Anglii založil jedno z prvních zastoupení francouzských automobilek. Díky tomu i svému zájmu se seznámil s Henry Roycem, který měl v Manchesteru úspěšnou firmu, zabývající se mechanikými a elektrickými přístroji. V roce 1906 založili firmu Rolls-Royce. Royce do podniku vložil své znalosti a vyráběl vozy, Rolls poskytl finance a staral se také o obchodní záležitosti.
Rolls byl také průkopníkem letectví. Byl zakládajícím členem britského Královského aeroklubu a také druhým Britem, který vlastnil pilotní průkaz. Jako první člověk v roce 1910 překonal jediným nonstop letem kanál La Manche tam i zpět ve stejném letounu. Ve stejném roce však přišel o život při nehodě svého letadla u Bournemouthu, při které se zadní část jeho stroje Wright Flyer odlomila. Tak se zapsal do dějin jako první britská oběť letecké havárie.